# Zvonko Antonini

Zvonko Antonini je bio nogometaš RNK Split 20-ih i 30-ih godina prošlog stoljeća. 
 Pripadao je generaciji igrača koja je izborila nastup u tadašnjoj 1. ligi ili kako se zvala Nacionalna liga.